# Alfonso Rodríguez Salas
Alfonso Rodríguez Salas, noto come Foncho (La Laguna, 29 aprile 1939 – L'Hospitalet de Llobregat, 20 marzo 1994), è stato un calciatore spagnolo, di ruolo difensore.

## Carriera
Con il Barcellona vinse una Copa del Rey nel 1963 ed una Coppa delle Fiere nel 1966.